# چچنی‌ها در سوریه
چچنی‌ها در سوریه، چچنی‌ها گروه قومی هستند که اقلیت کوچکی از سوریه را تشکیل می‌دهند.

## تاریخ
کشور سوریه محل زندگی جمعیت قابل توجهی مردم چچنی است که به دلیل درگیری چچن و روسیه به آنجا کوچ کردند. اولین مهاجران چچنی با مردم محلی عرب و دروزی درگیر می‌شدند، اگرچه بعداً به‌طور مسالمت آمیز در سوریه ادغام شدند. با این حال، پس از آغاز جنگ داخلی سوریه در سال ۲۰۱۱، حدود ۳۰۰۰ شبه نظامی چچنی نیز به منظور جهاد در آنجا به کشور سوریه سفر کردند و تعداد بسیاری شبه نظامی ضد دولتی تشکیل دادند. مهم‌ترین گروه‌های تحت رهبری چچن در سوریه جیش المهاجرین والانصار، امارت قفقاز (شاخه سوریه)، جنود الشام و اجناد الکوکاز بودند.
خصومت چچنی‌ها با دولت اسد با روابط نزدیک بین روسیه و دولت اسد و درگیری طولانی تاریخی چچن و روسیه تقویت شده‌است. همچنین سربازان چچنی در طرف اسد مشغول به کار هستند که اکثراً توسط رمضان قدیروف یک نیرومند در چچن اعزام شده‌اند.

## جمعیت
متأسفانه رقم‌های مورد اعتمادی در مورد اقلیت‌های قومی در کشور سوریه وجود ندارد، با این وجود، تخمین‌ها در مورد جمیت چچنی‌ها در سوریه از ۶۰۰۰ تا ۳۵۰۰۰ در سال ۲۰۰۸ بود
جامعه چچنی در بلندی‌های جولان پس از جنگ اعراب و اسرائیل در سال ۱۹۶۷ بیرون رانده شدند، بسیاری از پناهندگان چچنی به دمشق رفتند در حالی که دیگران به خارج از کشور، به خصوص به ایالات متحده مهاجرت کردند.

## فرهنگ
به علت سرکوب توسط دولت بعث سوریه، مردم چچنی در حفظ فرهنگ و زبانشان موفقیت چندانی نداشته‌اند. دایرةالمعارف زبان و زبان‌شناسی عربی، زبان چچنی را به عنوان ششمین زبان رایج در این کشور معرفی می‌کند.